# Sol Kyong
Sol Kyong (en coreano: 설경; 8 de junio de 1990) es una deportista norcoreana que compite en judo.
Ganó una medalla en el Campeonato Mundial de Judo de 2013, y cuatro medallas en el Campeonato Asiático de Judo entre los años 2012 y 2016. En los Juegos Asiáticos consiguió dos medallas de plata en los años 2010 y 2014.

## Palmarés internacional
| Campeonato Mundial  | Campeonato Mundial      | Campeonato Mundial | Campeonato Mundial |
| Año                 | Lugar                   | Medalla            | Categoría          |
| ------------------- | ----------------------- | ------------------ | ------------------ |
| 2013                | Río de Janeiro (Brasil) | Medalla de oro     | –78 kg             |
| Juegos Asiáticos    |                         |                    |                    |
| Año                 | Lugar                   | Medalla            | Categoría          |
| 2010                | Cantón (China)          | Medalla de plata   | –70 kg             |
| 2014                | Incheon (Corea del Sur) | Medalla de plata   | –78 kg             |
| Campeonato Asiático |                         |                    |                    |
| Año                 | Lugar                   | Medalla            | Categoría          |
| 2012                | Taskent (Uzbekistán)    | Medalla de bronce  | –70 kg             |
| 2013                | Bangkok (Tailandia)     | Medalla de plata   | –78 kg             |
| 2015                | Kuwait (Kuwait)         | Medalla de plata   | –78 kg             |
| 2016                | Taskent (Uzbekistán)    | Medalla de bronce  | –78 kg             |